# Szpital miejski przy ulicy Leczniczej w Raciborzu
Szpital miejski przy ulicy Leczniczej w Raciborzu – wzniesiony w 1802 r., w latach 1807–1897 w budynku mieścił się szpital miejski.

## Historia
Latem 1802 r. wzniesiono miejski instytut leczniczy, który wyposażono w 18 łóżek. Budowla powstała przy ul. Różanej, nieopodal murów miejskich, gdzie znajdowały się nieużytki o powierzchni 14 arów. Teren ten początkowo należał do raciborskich rzeźników Tlachów, a w 1803 r. przeszedł w ręce Joanny Galli, żony kupca pochodzącego z rodu Bordollo. Miejski instytut leczniczy (niem. Städtisches Krankeninstitut) został wybudowany za 2 000 talarów, a sfinansowały go darowizny mieszkanek Raciborza, w tym m.in. Franciszki Köhler i Klary Poinsot. Ponadto Józefa Franciszka Köhler od 1798 r. przeznaczała sumę 100 talarów na rzecz mającego powstać szpitala. Joanna Galla dopiero 3 kwietnia 1827 r. podarowała miastu działkę, na której stały szpitalne zabudowania. W 1829 r. radca rządowy i sanitarny, dr Jan Werner, ufundował wieżyczkę znajdującą się do dziś na budynku. W 1854 r. miasto odkupiło sąsiednią działkę, której właścicielką była Maria Nietzik. Działka z małym domem o powierzchni około 4 arów kosztowała miasto 1 450 talarów. W 1855 r. budynek został rozbudowany. W 1877 r. dobudowano oficynę, którą nazwano szpitalem miejskim. Mimo to zabudowania nie zaspokajały w pełni potrzeb mieszkańców i nie odpowiadały wymogom jakie narzucały ówczesne metody leczenia. W związku z tym magistrat miejski 1 września 1895 r. rozpoczął budowę nowego szpitala. W 1897 r. nowy szpital miejski zaczął funkcjonować, a stary zakończył swoją działalność 1 października tego roku. Budynek natomiast został przeznaczony na przytułek dla nieuleczalnie chorych. Znajdowała się tam wówczas Dyrekcja Inwestycji Miejskich, a obecnie mieści się Raciborskie Przedsiębiorstwo Inwestycyjne.

## Architektura
Budynek ma dwie kondygnacje. Nie posiada żadnych cech stylowych. Na parterze znajdowała się kuchnia, tzw. izba cierpień (niem. Leidenkammer), 3 większe i jedna mniejsza izba. Na piętrze jedna z izb była przeznaczona dla mężczyzn, druga dla kobiet, a w kolejnych dwóch mieszkał gospodarz. Na piętrze było miejsce dla 12 chorych, a na parterze dla 6. Budynek nakryty jest dwuspadowym dachem, a na jego kalenicy znajduje się ośmioboczna wieżyczka z latarnią, którą wieńczy baniasty hełm. 
We wnętrzu budynku, przy schodach prowadzących na piętro, znajduje się wmurowana  w 1805 r. tablica z niemiecką sentencją:
| Idź zawsze prostą drogą, wybieraj co i kędy Ceń wszystkich ludzi wielce, nie zważaj na ich błędy. Ulepszaj to, co możesz, przyjemność innym sprawiaj, Nie pozostawiaj w biedzie, bliźniemu rękę podaj. Czego nie możesz zmienić, znoś z wielką cierpliwością, Każdy się kiedyś spotka z Boską sprawiedliwością. | Such durch den rechten Weg was dich erhalten kann Acht alle Menschen hoch; nimm keinen Fehler an. Verbeßere was du kannst, sei nützlich mit Vergnügen Und lasse den Dürftigen niemals hülflos liegen. Ertrage mit Geduld was nicht zu ändern steht Denk, das es Jedermann nach dieser Ordnung geht... |